# Lee Ann Womack
Lee Ann Womack (née le 19 août 1966) est une chanteuse, auteur-compositeur de country américaine, connue pour ses chansons country traditionnelles parlant de tricheries et d'amours perdus. Son single I Hope You Dance, sorti en 2000, a été un succès et est devenu sa chanson phare.
Lorsque Lee Ann Womack commence à être connue à la fin des années 1990, sa musique évoque celle de Dolly Parton et Tammy Wynette. Son album I Hope You Dance, sorti en 2000, a un son bien différent, utilisant des éléments de pop à la place de la country traditionnelle. Ce n'est qu'avec la sortie de l'album There's More Where That Came From en 2005 que Lee Ann Womack retourne à la country traditionnelle.
Quatre de ses albums studio ont reçu au moins une certification Disque d'or par la RIAA. Lee Ann Womack a également reçu cinq Academy of Country Music Awards, cinq Country Music Association Awards et un Grammy Award. Elle a vendu plus de six millions d'albums dans le monde.

## Discographie

### Albums
- 1997 : Lee Ann Womack
- 1998 : Some Things I Know
- 2000 : I Hope You Dance
- 2002 : Something Worth Leaving Behind
- 2002 : The Season for Romance
- 2005 : There's More Where That Came From
- 2008 : Call Me Crazy
- 2014 : The Way I'm Livin
- 2018 : The Lonely, The Lonesome and The Gone

### Singles

#### Années 1990
- 1997 : Never Again, Again album : Lee Ann Womack
- 1997 : The Fool album : Lee Ann Womack
- 1997 : You've Got to Talk to Me album : Lee Ann Womack
- 1998 : Buckaroo album : Some Things I Know
- 1998 : A Little Past Little Rock album : Some Things I Know
- 1998 : I'll Think of a Reason Later album : Some Things I Know
- 1999 : (Now You See Me) Now You Don't album : Some Things I Know
- 1999 : Don't Tell Me album : Some Things I Know

#### Années 2000
- 2000 : I Hope You Dance album : I Hope You Dance
- 2000 : Ashes by Now album : I Hope You Dance
- 2001 : Why They Call It Falling album : I Hope You Dance
- 2001 : Does My Ring Burn Your Finger album : I Hope You Dance
- 2002 : Mendocino County Line, en duo avec Willie Nelson album : The Great Divide de Willie Nelson
- 2002 : Something Worth Leaving Behind album : Something Worth Leaving Behind
- 2002 : Forever Everyday album : Something Worth Leaving Behind
- 2004 : The Wrong Girl album : Greatest Hits
- 2004 : I May Hate Myself in the Morning album : There's More Where That Came From
- 2005 : He Oughta Know That by Now album : There's More Where That Came From
- 2005 : Twenty Years and Two Husbands Ago album : There's More Where That Came From
- 2006 : Finding My Way Back Home album : N/A
- 2008 : Last Call album : Call Me Crazy
- 2009 : Solitary Thinkin album : Call Me Crazy
- 2009 : There Is a God album : N/A